# Пельерано, Кристиан
Кристиан Альберто Пельерано (исп. Cristian Alberto Pellerano; 1 февраля 1982, Буэнос-Айрес, Аргентина) — аргентинский футболист, полузащитник клуба «Индепендьенте дель Валье»; старший брат Эрнана Пельерано, защитника клуба «Мельгар».

## Биография
Пельерано начал карьеру выступая за клубы второго дивизиона Аргентины «Атланта» и «Дефенсорес Бельграно». В 2005 году он перешёл в «Нуэва Чикаго», которому помог выйти в аргентинскую Примеру.
В 2007 году Кристиан подписал соглашение с «Расингом» из Авельянеды. Он сыграл за команду 27 матчей и отличился в поединках против «Олимпо» и «Сан-Лоренсо». В 2008 году Пельерано покинул «Расинг» и выступал за «Арсенал» из Саранди и «Колон».
В 2010 году Кристиан перешёл в «Индепендьенте». 8 августа в матче против «Велес Сарсфилд» он дебютировал за новый клуб. В том же году он помог команды завоевать Южноамериканский кубок. 2 апреля 2011 года в поединке против «Химнасии Ла-Плата» Пельерано забил свой первый гол за «Индепендьенте».
Летом 2012 года Пельерано подписал контракт с мексиканским клубом «Тихуана». 21 июля в матче против «Пуэблы» он дебютировал в мексиканской Примере. 26 августа в поединке против «Америки» Кристиан забил свой первый гол за клуб. В 2012 году он стал чемпионом Мексики вместе с «Тихуаной».
В начале 2015 года Пальерано перешёл в столичную «Америку». 17 января в матче против своего бывшего клуба «Тихуаны» он дебютировал за клуб из Мехико. Летом того же года для получения игровой практики Кристина на правах аренды перешёл в «Монаркас Морелия». 8 августа в матче против «Толуки» он дебютировал за персиков. Через неделю в поединке против «Леона» Пельерано забил свой первый гол за «Монаркас Морелию».
Летом 2016 года Кристиан вновь был отдан в аренду, его новым клубом стал «Кафеталерос де Тапачула». 16 июля в матче против «Корас де Тепик» он дебютировал в Лиге Ассенсо. 18 сентября в поединке против «Селаи» Пельерано забил свой первый гол за новый клуб. В начале 2017 года он был в третий раз отдан в аренду, его новым клубом стал «Веракрус». 7 января в матче против «Керетаро» Кристиан дебютировал за «акул».

## Достижения
- Чемпион Мексики (1): Апертура 2012
- Чемпион Эквадора (1): 2021
- Обладатель Кубка чемпионов КОНКАКАФ (1): 2014/15
- Обладатель Южноамериканского кубка (2): 2010, 2019